# قصبه (فیلم ۱۹۹۱)
قصبه (به هندی: Kasba) فیلمی محصول سال ۱۹۹۱ و به کارگردانی کومار ساهانی است. در این فیلم بازیگرانی همچون نوجوت هانسارا، کی. کی راینا، مانوهار سینگ، شاتورگان سینها ایفای نقش کرده‌اند.